# Криспиано
Криспиа̀но (на италиански: Crispiano, на местен диалект Crispién, Криспиен) е град и община в Южна Италия, провинция Таранто, регион Пулия. Разположен е на 232 m надморска височина. Населението на града е 13 594 души (към 31 август 2009).